# Relleu de ferrer a Cal Dalmau
El Relleu de ferrer a Cal Dalmau és una obra renaixentista de Moià inclosa a l'Inventari del Patrimoni Arquitectònic de Catalunya.

## Descripció
Alt relleu, fet en pedra d'uns 40cm. x 30cm. Es tracta d'una pedra, treballada en alt relleu, que servia com a indicador d'un establiment de ferrer. A l'interior s'hi veu l'enclusa, una ferradura, unes tenalles, martell, botavant, a part d'altres guariments d'animal de bast. Aquests elements es troben disposats sobre un fons en forma de pell d'animal. El conjunt queda emmarcat pe dues fines columnes que aguanten un fris amb decoracions florals.

## Història
A la part inferior té una inscripció: "IOHAN ALOY MVCXVI", que sembla que s'hauria d'interpretar com a 1616.
El carrer Sant Sebastià, lloc on està ubicat aquest indicador, era el lloc de pas habitual per enllaçar, a Moià, amb el camí de Manresa a Vic; no és estranya, doncs, la presència de ferrers en aquest carrer.